# Nevada Fall
Nevada Fall é uma  queda de água localizada no Parque Nacional de Yosemite, na Sierra Nevada, Califórnia.

## Outros nomes
- Yo-wai-yi
- Yo-wi-we
- Yo-wy-we